# Sphaerophragmium clemensiae
Sphaerophragmium clemensiae är en svampart som beskrevs av Syd. 1931. Sphaerophragmium clemensiae ingår i släktet Sphaerophragmium och familjen Raveneliaceae.   Inga underarter finns listade i Catalogue of Life.